# Liste der Baudenkmale in Lütetsburg
Die Liste der Baudenkmale in Lütetsburg enthält die nach dem Niedersächsischen Denkmalschutzgesetz geschützten Baudenkmale in der ostfriesischen Gemeinde Lütetsburg. Die Quelle der Baudenkmale ist der Denkmalatlas Niedersachsen. Der Stand der Liste ist der 31. März 2024.

## Allgemein
In den Spalten befinden sich folgende Informationen:
- Lage: die Adresse des Baudenkmales und die geographischen Koordinaten. Kartenansicht, um Koordinaten zu setzen. In der Kartenansicht sind Baudenkmale ohne Koordinaten mit einem roten Marker dargestellt und können in der Karte gesetzt werden. Baudenkmale ohne Bild sind mit einem blauen Marker gekennzeichnet, Baudenkmale mit Bild mit einem grünen Marker.
- Bezeichnung: Bezeichnung des Baudenkmales
- Beschreibung: die Beschreibung des Baudenkmales. Unter § 3 Abs. 2 NDSchG werden Einzeldenkmale und unter § 3 Abs. 3 NDSchG Gruppen baulicher Anlagen und deren Bestandteile ausgewiesen.
- ID: die Objekt-ID des Baudenkmales
- Bild: ein Bild des Baudenkmales, ggf. zusätzlich mit einem Link zu weiteren Fotos des Baudenkmals im Medienarchiv Wikimedia Commons. Wenn man auf das Kamerasymbol klickt, können Fotos zu Baudenkmalen aus dieser Liste hochgeladen werden:

## Lütetsburg
| Lage                                            | Bezeichnung                       | Beschreibung | ID       | Bild |
| ----------------------------------------------- | --------------------------------- | --- | -------- | ---- |
| Haus Nr. 1 53° 35′ 44″ N, 7° 14′ 17″ O          | Gulfhaus (Hof Bergum)             | Gut erhaltener Ziegelbau mit 2-gesch. Wohnteil unter Halbwalmdach. Wohngiebel mit gedoppelten Fenstern im EG. Um 1915.                                                            | 34669858 | BW   |
| Kaakplatz 53° 36′ 5″ N, 7° 15′ 50″ O            | "Der Kaak" (Pranger)              | Auf abgestuftem, oktogonalem Sandsteinsockel hohe, sich nach oben verjüngende Sandsteinsäule mit Kapitell u. Kugelaufsatz 1590.                                                   | 34669884 | BW   |
| Landstraße 4 53° 35′ 52″ N, 7° 14′ 21″ O        | Gulfhaus (Kolkhof)                | Gut erhaltener Backsteinbau mit 2-gesch. Wohnteil unter Walmdach. Wohngiebel mit mittigem Eingang. Originale Fenster. Um 1880.                                                    | 34669911 | BW   |
| Landstraße 4 53° 35′ 51″ N, 7° 14′ 20″ O        | Hofwurt                           | | 34670620 | BW   |
| Landstraße 11 53° 35′ 57″ N, 7° 14′ 34″ O       | Gulfhaus                          | Backsteinbau m. 2-gesch. Wohnteil unter Halbwalmdach. Ziegelziersetzungen u. Segmentbogenfenster. Wi-Teil Halbkreisfenster, Torsturz verändert. Um 1890.                          | 34669938 | BW   |
| Landstraße 23 53° 36′ 2″ N, 7° 14′ 57″ O        | Landarbeiterhaus                  | Kleines Landarbeiterhaus mit Stallteil. Backsteinbau mit 1-gesch. Wohnteil unter Halbwalmdach. Wi-Teil mit Vollwalm. Fenster überwiegend erhalten. Um 1880/90.                    | 34670013 | BW   |
| Landstraße 25 53° 36′ 1″ N, 7° 15′ 3″ O         | Gulfhaus, ehem.                   | | 34669964 | BW   |
| Landstraße 26 53° 36′ 2″ N, 7° 15′ 7″ O         | Doppelhaus (Bummert)              | Sehr gut erhaltener Backsteinbau unter Halbwalmdach. Jeweils 3-achsiger Wohnteil mit Segmentbogenfenster und seitlichem Eingang. Um 1890.                                         | 34669988 | BW   |
| Landstraße 32 53° 36′ 0″ N, 7° 15′ 16″ O        | Westeeler Hof (Gulfhaus)          | | 34670461 | BW   |
| Landstraße 33 53° 36′ 1″ N, 7° 15′ 20″ O        | Doppelhaus (Bummert)              | | 34670486 | BW   |
| Landstraße 36 53° 36′ 0″ N, 7° 15′ 30″ O        | "Westerschatthaus" (Gulfscheune)  | | 34670416 | BW   |
| Landstraße 37 53° 36′ 1″ N, 7° 15′ 33″ O        | Manninga-Stift                    | 1-gesch. giebelständiger Backsteinbau unter Satteldach. Giebel- u. Traufenfenster sowie mittiger Eingang spitzbogig. Ostseite mit Flachdach-Anbau.                                | 34670039 | BW   |
| Landstraße 39 53° 36′ 2″ N, 7° 15′ 38″ O        | Gärtnerhaus                       | 1-gesch. traufständiger Backsteinbau, wohl Mitte 19. Jh. | 34670063 | BW   |
| Landstraße 39 53° 36′ 2″ N, 7° 15′ 36″ O        | Gärtnerhaus (Orangerie)           | | 34670590 | BW   |
| Landstraße 55 53° 36′ 5″ N, 7° 15′ 48″ O        | Fürstl. Rentamt                   | 1-gesch. traufständiger Backsteinbau unter Krüppelwalmdach mit Zwerchhaus. Nach Osten um 4 Achsen verlängert mit zwei Dachhäuschen. Profilierte Blockrahmenfenster. Mitte 19. Jh. | 34670364 | BW   |
| Landstraße 59 53° 36′ 4″ N, 7° 15′ 40″ O        | Doppelwohnhaus                    | 1-gesch. traufständiger Backsteinbau unter Krüppelwalmdach. Blockrahmenfenster. Wohl Mitte 19. Jh.                                                                                | 34670389 |      |
| Landstraße 59 53° 36′ 4″ N, 7° 15′ 39″ O        | Stallanbau                        | | 34670563 | BW   |
| II. Moorrieger Weg 9 53° 34′ 47″ N, 7° 16′ 1″ O | Forsthaus Lütetsburg              | 1-gesch. Rohziegelbau unter Krüppelwalmdach, 1. Viertel 20. Jh. | 34670510 | BW   |
| II. Moorrieger Weg 9 53° 34′ 48″ N, 7° 16′ 2″ O | Forsthaus Lütetsburg Stallgebäude | | 34670703 | BW   |

### Schloss Lütetsburg
Landstraße 40 / 41
| Lage                        | Bezeichnung                          | Beschreibung | ID       | Bild |
| --------------------------- | ------------------------------------ | --- | -------- | ---- |
| 53° 36′ 3″ N, 7° 15′ 46″ O  | Vorburg                              | Dreiflügelanlage (i.K. 1557–76 als Wirtschaftshof erbaut) mit mittiger barocker Torturm von 1740. Anlage 1. H. 19. Jh stark umgestaltet, ältere Bauteile integriert und ablesbar.                | 34670094 |      |
| 53° 36′ 3″ N, 7° 15′ 52″ O  | Waschhaus                            | Zwischen äußerer und innerer Graft gelegener giebelständiger 1-gesch. Backsteinbau mit seitlichen Flügelanbauten unter Krüppelwalmdach. 19. Jh.                                                  | 34670335 | BW   |
| 53° 36′ 0″ N, 7° 15′ 47″ O  | Burg                                 | Umgraftete Vierseitanlage. Urspr. aus dem 16. Jh., 1897 abgebrannt. Im Neurenaissancestil wiederaufgebaut, 1956 abermals abgebrannt. 1962 auf den alten Grundmauern neu errichtet.               | 34670125 |      |
| 53° 36′ 1″ N, 7° 15′ 44″ O  | Graft                                | | 34670646 | BW   |
| 53° 35′ 50″ N, 7° 15′ 47″ O | Schloßpark                           | Landschaftspark mit artenreichem Baumbestand, Wegesystem, Graben- und Teichsystem, Raumabfolgen, Landschaftsverknüpfungen und regelmäßigen barocken Strukturen (Alleen).                         | 34670154 |      |
| 53° 35′ 55″ N, 7° 15′ 43″ O | Schloßpark Freundschaftstempel       | Geschlossener oktogonaler Putzbau unter spitzem Reethdach. Im Innern Marmorfußboden, stukkierte farblich gefaßte Wände, gekuppelte Decke. Säuleneinfassung aus Baumstämmen. 1797 erbaut.         | 34670273 |      |
| 53° 35′ 44″ N, 7° 15′ 51″ O | Schloßpark Kapelle von wildem Holtze | Holzkonstruktion auf achteckigem Grundriss unter Reethdach. Aus Baumstämmen in Blockbauweise errichtet, Spitzbogenfenster mit alter Verglasung. Wandfeste Innenausstattung. Erbaut um 1800.      | 34670230 |      |
| 53° 35′ 39″ N, 7° 15′ 46″ O | Schloßpark Bosshütte                 | Holzkonstruktion auf Rundpfosten mit rund zulaufender Reethbedachung. Wiederaufbau nach Kriegszerstörung nahe der alten Stelle in veränderter Form. Zu Ehren der Gärtnerfamilie Bosse (18. Jh.). | 34670306 |      |
| 53° 35′ 11″ N, 7° 15′ 53″ O | Schloßpark Allee                     | Barocke Allee, die sich mit ihrem Verlauf auf die Hauptachse des Schlosses bezieht. Im landschaftlichen Teil nur noch als Sichtachse erhalten.                                                   | 34670186 |      |